# Дурдуківський Володимир Федорович
Дурдуківський Володимир Федорович (17 (29) вересня 1874 , Пединівка, Звенигородський повіт, Київська губернія, Російська імперія  — 16 січня 1938 , Київ, Українська РСР, СРСР ) — український літературознавець, мовознавець, педагог, директор Першої української гімназії у Києві (за радянської влади — 1-ї української Трудової школи ім. Т. Шевченка), співробітник Історично-філологічного відділу Академії наук України з 1919. Член Просвіти, НТШ і УНТ.
Жертва сталінського терору.

## Життєпис
Народився 17 (27) вересня 1874 року у с. Пединівці Звенигородського повіту на Київщині (зараз Звенигородський район Черкаської області) у родині священика.
Закінчив Києво-Подільське духовне училище, Київську духовну семінарію (1895), завершив освіту в Київській духовній академії зі ступенем кандидата богослов'я (1899). Мав також вищу музичну освіту. Працював учителем словесності у Києво-Подільському духовному училищі, водночас викладав історію у жіночій гімназії К. Євсєєвої.
1896–97 — член нелегальної комісії зі складання «Історичного словника українських діячів» під керівництвом В. Антоновича і М. Грушевського.

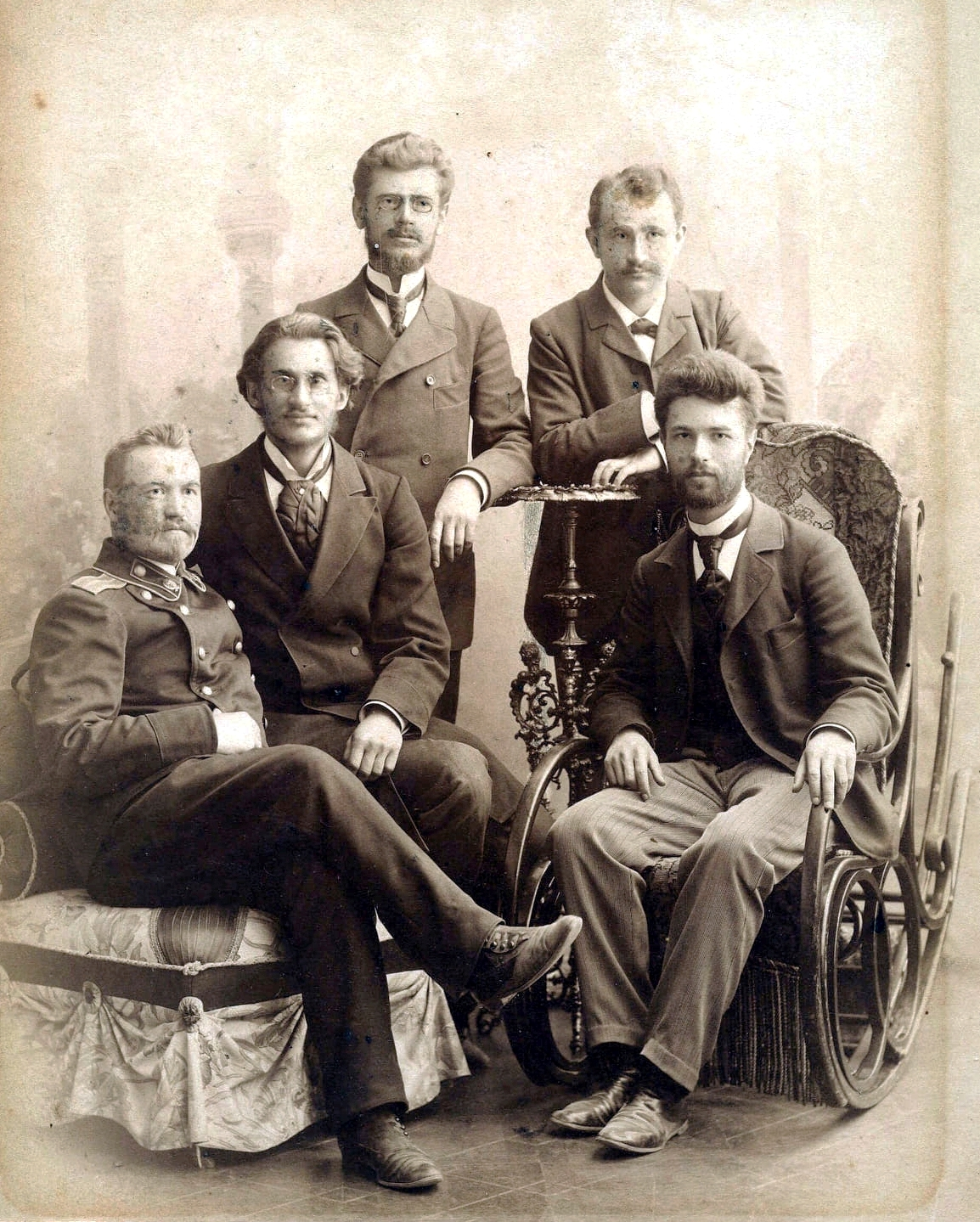
Світлина гурту «віківців». Сидять (зліва направо): О. Лотоцький, В. Доманицький, С. Єфремов. Стоять: Ф. Матушевський, В. Дурдуківський. Київ, початок 1900-х рр.

Був одним з організаторів видавництва «Вік», членом редакції та постійним співробітником журналу «Киевская старина». Літературознавчі, наукові, історичні, публіцистичні статті, театральні рецензії і педагогічні розвідки друкував у «Трудах Киевской духовной академии», часописах «Киевская старина», «Україна» (1906—1907 рр. — рецензії на книги М. Грушевського, О. Коваленка, М. Комарова), «Мир и искусство», «Громадська думка», «ЛНВ», «Світло», «Вільна українська школа» та ін.
У 1906 р. бере активну участь у створенні київської «Просвіти» та заснуванні Всеукраїнської спілки вчителів і діячів народної освіти, у створенні й діяльності Товариства шкільної освіти, був членом редколегії та активним дописувачем педагогічного часопису «Вільна українська школа».
Член Української радикальної партії, 1902–03 разом із Б. Грінченком, С. Єфремовим, В. Доманицьким брав участь у редагуванні й виданні партійної літератури. 1905–06 перебував під негласним наглядом поліції, зокрема 1905 за участь в Українському з'їзді вчителів заарештований і на деякий час ув'язнений у Лук'янівській в'язниці Києва.
Член УПСФ у 1917.

Зліва направо: Сергій Петрович Павлушков, Сергій Єфремов, Льодик Ніковський на колінах у Онисії Федорівни Дурдуківської, Володимир Федорович Дурдуківський, Галина Єфремова, Галина Ніковська; стоять: Настя Павлушкова (дружина Сергія Павлушкова), Зіна Дурдуківська-Долгова

9 березня 1918 виступив із промовою на похоронах героїв Крут.
В 1921 р. — член Всеукраїнського православного собору УАПЦ.
У 1917 р. у Києві створена Перша українська гімназія, де з першого дня В. Ф. Дурдуківський працював учителем української мови і літератури, а невдовзі став її беззмінним директором.
Володимир Дурдуківський поєднував педагогічну роботу з науково-популяризаторською. Ще з 1919 р. він активно працював у Всеукраїнській академії наук (ВУАН): виконував обов'язки голови термінологічної комісії, члена-редактора «Комісії словника живої мови». Пізніше, 14 травня 1925 р., при ВУАН було засновано Науково-педагогічне товариство, утворене з науково-педагогічної комісії, очолюваної В. Ф. Дурдуківським.
Володимир Дурдуківський був заарештований у липні 1929 у справі т. зв. СВУ Показовий судовий процес проходив у Харківському оперному театрі з 9 березня по 19 квітня. Згідно з рішенням суду, Володимира Дурдуківського було засуджено до восьми років ув'язнення, але невдовзі за станом здоров'я він був помилуваний і в 1930 р. випущений на волю.
28 грудня 1937 р. В. Ф. Дурдуківського знову заарештували за «антирадянську діяльність», тобто висунуто було ті самі звинувачення, за які його вже засуджували в 1929 р. За вироком «трійки» він був розстріляний 16 січня 1938 р.
До недавнього часу на ім'я В. Ф. Дурдуківського було накладено табу, після 1937 р. про нього взагалі не згадували в педагогічних текстах, незважаючи на те, що в 1965 р. постанова «трійки» стосовно В. Ф. Дурдуківського була скасована, а в серпні 1989 р. «справу СВУ» закрито «через відсутність складу злочину в діях засуджених у цій справі осіб з їх повною реабілітацією».

## Вшанування пам'яті
У Києві існує вулиця Володимира Дурдуківського.

## Праці
- Наші театральні новини (Допис з Київа) // ЛНВ. — 1902, т. 18, ч. II: 68 — 81. Підп.: В. Мировець
- Матеріали для шкільних ранків і вечірок в пам'ять Тараса Шевченка // Вільна укр. шк. 1918. № 7.
- Наша школа // 3 практики трудової школи. К., 1923.Ч. І.
- Дитяче шкільне самоврядування // 3 практики трудової школи. К., 1923. Ч. І.
- Про клюбну працю в трудовій школі // 3 практики трудової школи. К., 1923. Ч. І—II.
- 3 практики трудової школи // За заг. ред. В. Дурдуківського. К., 1924.
- Шевченківська школа — Шевченкові: 3 досвіду Київської 1-ї трудової школи ім. Т. Шевченка // Рад. освіта. 1924. № 3—4.
- Проект програми для досвідної роботи у справі вивчення ланкової системи в трудовій школі // Рад. освіта. 1927. № 1.
- Педагогічна діяльність Б. Грінченка // Пр. наук. пед. коміс. при ВУАН. К., 1929.